# Pałac Marchwickich w Brzeźnie
Pałac Marchwickich w Brzeźnie – neoklasycystyczny pałac w Brzeźnie, w powiecie ostrołęckim, zbudowany dla rodziny Marchwickich ok. 1900 roku według projektu Leonarda Marconiego.
Majątek Brzeźno stał się własnością Macieja Marchwickiego w 1849 roku. Po jego śmierci w 1864 roku majątek przeszedł na syna Stanisława, który to zamówił projekt pałacu u warszawskiego architekta Leandro Marconiego. Marconi zaprojektował pałac nawiązujący do polskiego klasycyzmu epoki stanisławowskiej, przede wszystkim do pałacu w Natolinie, ale także do architektury Pałacu Na Wodzie w Łazienkach. Elementem wprost przejętym z Natolina, nadającym też charakter całemu założeniu, jest wygięty eliptycznie portyk kolumnowy wielkiego porządku, wieńczący eliptyczną wnękę w elewacji frontowej mieszczącą wejście do pałacu.
Pałac jest siedmioosiowy, piętrowy, zbudowany na planie prostokąta z dwiema parterowymi przybudówkami przy ścianach bocznych, z których wschodnia podtrzymuje balkon. Od strony ogrodu elewacja ozdobiona jest pięciobocznym ryzalitem wychodzącym na taras.
Pałac otoczony jest parkiem krajobrazowym, który powstał ok. połowy XIX wieku.
Po II wojnie światowej pałac został upaństwowiony i przekazany na rzecz lokalnego Państwowego Gospodarstwa Rolnego. W 1965 doszło do jego remontu. Po transformacji pałac przeszedł na własność Skarbu Państwa, w 2006 roku zakupił go prywatny właściciel i pałac przeszedł generalny remont.